# Église Saint-Médard d'Ailly
Pour les articles homonymes, voir Saint-Médard et Médard.
L'église Saint-Médard est située à Ailly, dans l'Eure. Construite à partir du XIIe siècle, elle est partiellement inscrite au titre des monuments historiques,.

## Description
Sept vitraux sont l'œuvre du peintre Jean Weinbaum (1926-2013).

## Galerie d'images

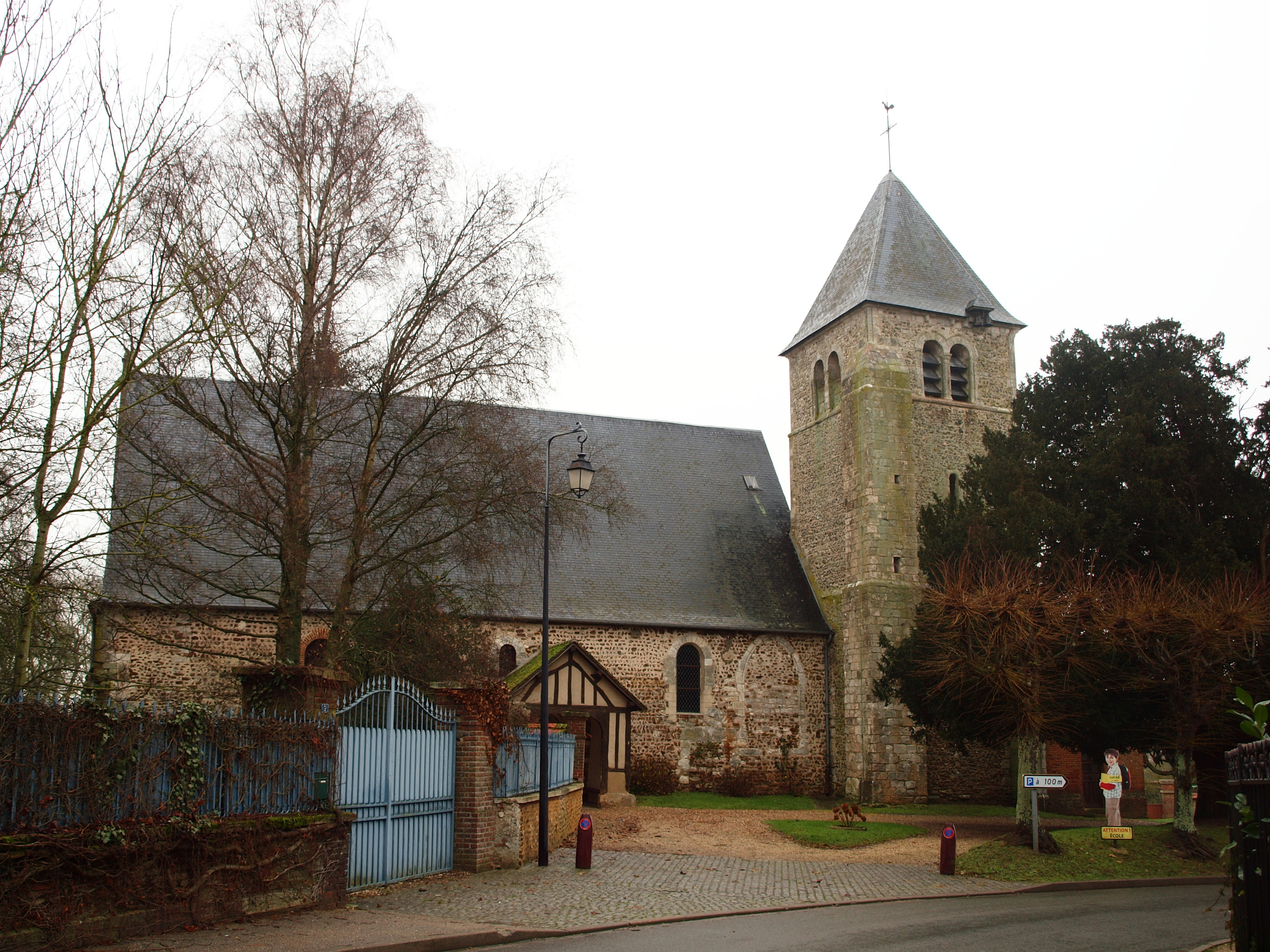
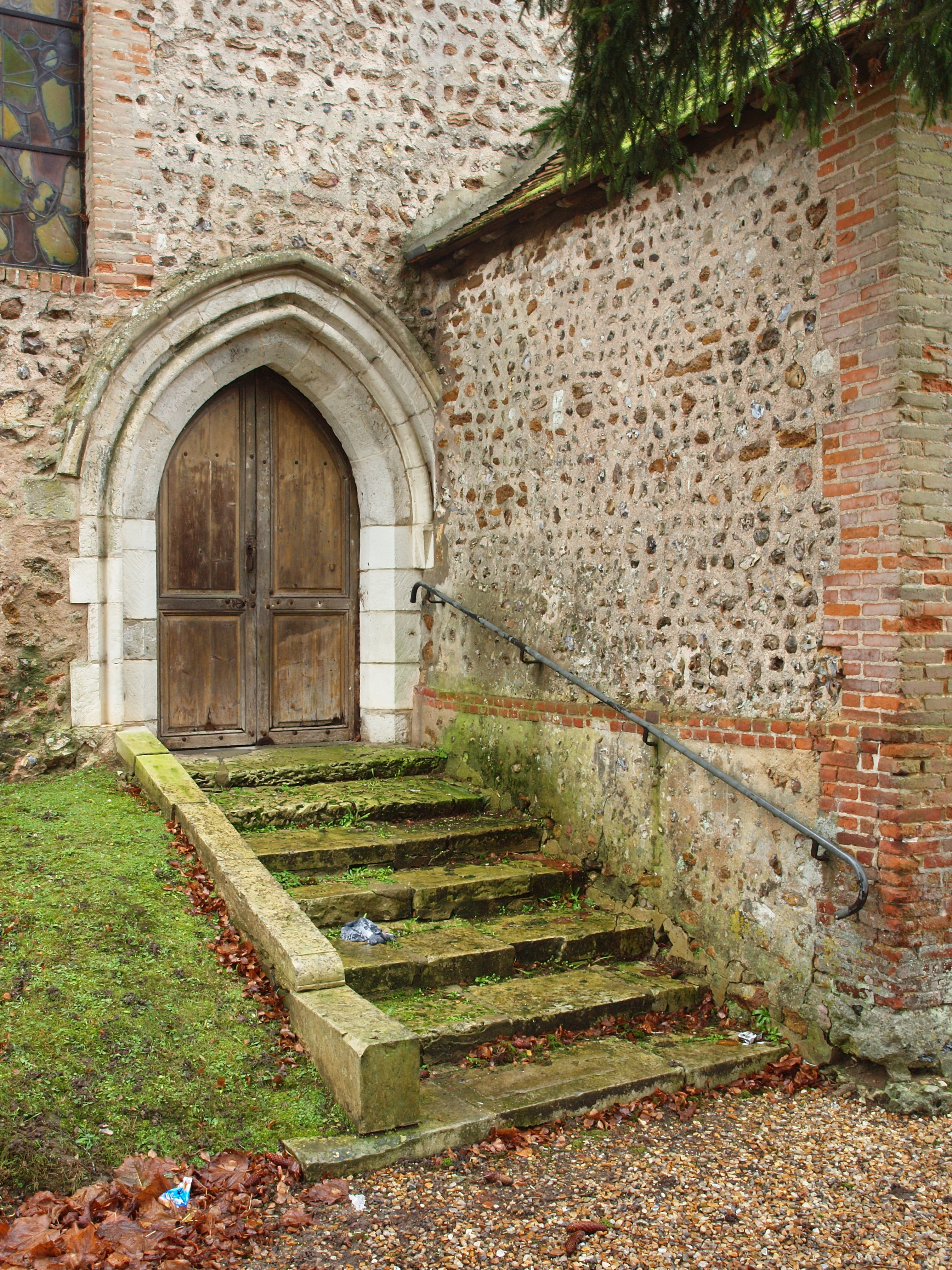